# Saattut
Saattut (o Sâtut) è un piccolo villaggio della Groenlandia di 243 abitanti (gennaio 2005). Si trova su un'isoletta della Baia di Baffin a 1 metro sul mare, a 70°49'N 51°37'O; appartiene al comune di Avannaata.